# Isoelektronisch

Der Vergleich der MO-Diagramme von molekularem Stickstoff und Kohlenstoffmonoxid zeigt: Die Bindungselektronenanzahl und -konfiguration dieser Moleküle...

Ist identisch: Die Bindungsordnung ist folglich ebenfalls identisch. Die Moleküle sind isoelektronisch. Der Elektronenmangel des Kohlenstoffs verglichen mit Stickstoff wird durch das 4. Elektron des 2p Orbitals im Sauerstoff ausgeglichen. Dadurch kann die gleiche Bindungskonfiguration zu Stande kommen.

Als isoelektronisch bezeichnet man zwei Atome, Ionen, Moleküle oder Formeleinheiten, wenn sie identische Elektronenzahl, Elektronenkonfiguration und Atomanzahl besitzen, obwohl sie aus unterschiedlichen Elementen bestehen. Bei Verbindungen ergibt sich daraus auch eine übereinstimmende Bindungsgeometrie.
Physikalische und chemische Eigenschaften isoelektronischer Verbindungen unterscheiden sich oft recht stark. Da sich die Gesamtladung und/oder die Ladungsverteilung isoelektronischer Verbindungen oft deutlich voneinander unterscheiden, sind Eigenschaften, die hiervon besonders stark beeinflusst werden, weniger ähnlich als andere, die davon weniger beeinflusst werden (vgl. Isosterie). Einige isoelektronische Verbindungen haben z. B. sehr ähnliche Qualitäten als Ligand bzw. Lewis-Base in Komplexverbindungen, siehe die Beispiele.
Beispiele:
- O2− – F− – Ne – Na+
- HF – OH− – NH2−
- CO – CN− – NO+ – N2
- CO2 – N3−

Etwas weiter gefasst ist der Begriff „isovalenzelektronisch“. Hier muss nur die Valenzschale analog aufgebaut und mit der gleichen Anzahl an Elektronen gefüllt sein. Darunter fallen z. B. Verbindungen, bei denen ein Partner durch das im Periodensystem über oder unter ihm stehende Element ersetzt wird.
Beispiele:
- O2− – Cl− – Ne – K+
- CCl4 – SiCl4 – AlCl4− – PBr4+
- H2SO4 – H2S2O3 – H2PO4−
- [Mo(CO)6] – [V(CO)6]− – [Fe(CN)6]4−